# Арп (Тексас)
Арп (енгл. Arp) град је у америчкој савезној држави Тексас. По попису становништва из 2010. у њему је живело 970 становника.

## Демографија
Према попису становништва из 2010. у граду је живело 970 становника, што је 69 (7,7%) становника више него 2000. године.
| Група             | 2000.       | 2010.       |
| Белци             | 841 (93,3%) | 848 (87,4%) |
| Афроамериканци    | 29 (3,2%)   | 42 (4,3%)   |
| Азијати           | 0 (0,0%)    | 3 (0,3%)    |
| Хиспаноамериканци | 23 (2,6%)   | 60 (6,2%)   |
| Укупно            | 901         | 970         |